# Брилёво
Брилёво (бел. Брылёва) — деревня в Кобринском районе Брестской области Белоруссии. Входит в состав Киселевецкого сельсовета.
По данным на 15 августа 2018 года население составило 222 человека в 88 домохозяйствах.

## География
Деревня расположена на южном берегу Днепровско-Бугского канала, в 6 км к юго-востоку от города и станции Кобрин, в 50 км к востоку от Бреста, на автодороге М1 Брест-Минск.
На 2012 год площадь населённого пункта составила 1,05 км² (105 га).

## История
Населённый пункт известен с 1549 года. В разное время население составляло:
- 1999 год: 79 хозяйств, 201 человек;
- 2005 год: 83 хозяйства, 195 человек;
- 2009 год: 185 человек;
- 2016 год[2]: 87 хозяйств, 220 человек;
- 2018 год : 88 хозяйств, 222 человека;
- 2019 год[1]: 203 человека.